# Appleton (Minnesota)
Pour les articles homonymes, voir Appleton.
Appleton est une ville du comté de Swift dans le Minnesota aux États-Unis. La population était de 2 871 personnes lors du recensement de 2000. La ville héberge la prison de l'État. C'est aussi le lieu de résidence de nombreux retraités et anciens combattants. La vingtaine de rues de la ville portent le nom d'anciens combattants au cours de la Seconde Guerre mondiale.

## Géographie
D'après le Bureau du recensement des États-Unis, la ville a une surface de 5,3 km2. 5,2 km2 sont des terres et 0,2 km2 soit 3,40 % sont de l'eau.

## Démographie
Lors du recensement de 2000, il y avait 2 871 personnes, 729 ménages, et 376 familles résidant dans la ville. La densité de la 
population était 557,0 habitants/km2. La répartition raciale de la ville était 68,13 % de Blancs, 10,73 % d'Afro-Américains, 1,57 % d'Amérindiens, 5,02 % d'Asiatiques, 6,27 % d'insulaire du Pacifique, 2,40 % d'autres communautés, et 5,89 % de plusieurs communautés ou plus. Les Hispaniques représentent 4,84 % de la population. Le nombre total de la population
recensée inclut environ 1 000 détenus dans la prison d'état.
Parmi les 729 ménages, 23,5 % avaient un enfant de moins de 18 ans, 40,1 % était des couples mariés, 8,6 % ne comprenaient pas d'hommes et 48,4 % étaient composés de personnes sans liens de parenté. 45,5 % des ménages étaient faits d'une personne dont 27,4 % d'une personne de 65 ans et plus.
La répartition par tranche d'âge est la suivante : 12,1 % de la population en dessous de 18 ans, 9,2 % de 18 à 24 ans, 42,7 % de 25 à 44 ans, 19,9 % de 45 à 64 ans, et 16,2 % de 65 ans et plus. L'âge moyen est de 39 ans. Pour 100 femmes il y avait 240,6 hommes. Pour 100 femmes de 18 ans et plus, il y a 266,9 hommes.
Le revenu moyen d'un ménage est de 25 950 $. Le revenu moyen d'un homme est de 26 991 $ pour 20 991 $ chez les femmes. Près de 9,9 % des familles et 14,7 % de la population vie en dessous du seuil de pauvreté, dont 14,9 % de moins de 18 ans et 23,2 % âgés de 65 ou plus.

## Médias

### Télévision
Appleton a l'un des réseaux télévisuels les plus denses de l'État. Appleton est aussi le lieu d'émissions des programmes câblés. Les stations suivantes sont basées à Appleton:
- KWCM-TV - PBS 10
- K15DC - A&E Network
- K17CS - TBS Superstation
- K19CW - USA Network
- K21AK - Nickelodeon
- K23DF - Discovery Channel
- K25EI - ESPN
- K29CC - FamilyNet
- K31BT - CNN
- K33CR - Showtime
- K49ED - TNT
- K52AH - Spike TV (anciennement TNN)
- K54AK - KMSP-TV (Fox)
- K56BZ - KARE (NBC)
- K58EO - WFTC (MyNetworkTV)
- K60AB - Fox Sports North (anciennement MWSC)